# Antoine Quentin Fouquier de Tinville
Antoine Quentin Fouquier de Tinville, znany także jako Fouquier-Tinville (ur. 10 czerwca 1746 w Herouël, zm. 7 maja 1795 w Paryżu) – francuski prawnik, polityk, oskarżyciel publiczny Trybunału Rewolucyjnego.

## Wczesna działalność
Urodzony w wiosce Herouël (departament Aisne) jako Fouquier (de Tinville dodał sam dla stworzenia pozorów szlachectwa), ukończył studia prawnicze w Paryżu i zdołał po nich uzyskać stanowisko jednego z prokuratorów sądu Paryż-Chatelet. Prowadził hulaszczy tryb życia i szybko zaciągnięte długi zmusiły go do sprzedaży tego stanowiska i objęcia podrzędnej posady urzędniczej w policji. Wrócił na bardziej eksponowaną pozycję w 1792 roku dzięki protekcji Camille'a Desmoulinsa, swojego dalekiego krewnego, który użył z kolei swoich koneksji z Dantonem i zapewnił Fouquierowi miejsce w specjalnej komisji, która miała zająć się badaniem zbrodni popełnionych przez rojalistów przeciwko rewolucji. Niewiele wiadomo nt. wcześniejszych poglądów politycznych Fouquiera, który - w odróżnieniu od wielu innych znanych uczestników rewolucji - nie wyróżniał się przed rokiem 1792 radykalizmem ani też zainteresowaniem oświeceniowymi ideami. 

## Oskarżyciel publiczny
10 marca 1793 roku Konwent Narodowy oficjalnie powołał do życia Trybunał Rewolucyjny i uczynił Fouquiera pierwszym oskarżycielem publicznym. Od tej pory Fouquier-Tinville będzie wypełniał bez zastrzeżeń polecenia Komitetu Ocalenia Publicznego, wygłaszając akty oskarżenia m.in. przeciwko zakonnicom z  Compiègne, Charlotte Corday, Marii Antoninie, żyrondystom, hebertystom i dantonistom. Znany był z bezwzględnego radykalizmu, w większości przedstawionych sądowi przypadków bez problemu uzyskiwał wyrok skazujący. Choć oskarżany był o tchórzostwo, alkoholizm i koniunkturalizm, jego pozycja w Trybunale pozostała niezagrożona aż do upadku jakobinów. 

## Upadek i śmierć
Fouquier-Tinville nie został aresztowany natychmiast w czasie przewrotu 9 thermidora, wręcz przeciwnie, był jednym z członków Trybunału Rewolucyjnego, którzy potwierdzili możliwość zgilotynowania aresztowanych jakobinów bez wcześniejszego osądzenia. Chociaż jego rewolucyjna wierność została potwierdzona m.in. przez Barère'a, 1 sierpnia został uwięziony i postawiony przed Konwentem (na podobnych zasadach jak niegdyś Ludwik XVI w swoim procesie). Były prokurator bronił się przedstawiając siebie jako ślepe narzędzie w rękach władzy. Twierdził, że wykonywał tylko cudze polecenia, gdyż odmowa ich dokonania oznaczałaby dlań wyrok śmierci. Oskarżył również termidoriański Konwent o niesprawiedliwe zrzucanie na obalony rząd całej winy za terror, argumentując to faktem, że zarządzenia jakobińskiego KOP były zawsze zatwierdzane przez parlament. Mimo to, po 41 dniach procesu, Fouquier-Tinville został skazany na śmierć i zgilotynowany 7 maja 1795 roku, razem z 15 współpracownikami. Jego nazwisko stało się symbolem morderstw sądowych.